# Інформаційні злочини
Інформаційний злочин (англ. Information crime) — незаконні дії спрямовані на розкрадання або руйнування інформації в інформаційних системах і мережах, які виходять з корисливих або хуліганських спонукань.  До основних видів кіберзлочинності можна віднести такі: розповсюдження шкідливого програмного забезпечення, крадіжка номерів кредитних карт і банківських рахунків, злом паролів, порушення авторських прав. 

## Класифікація кіберзлочинів
З 1991 за класифікатором Інтерполу інформаційні злочини поділяються:
- QA — Несанкціонований доступ та перехоплення                          • QDT - Троянський кінь

- QAT - крадіжка часу (ухилення від плати за користування)          • QDV - комп'ютерний вірус
- QD — Зміна комп'ютерних даних                                                      • QFC - шахрайство з банкоматами
- QF — Комп'ютерне шахрайство                                                        •  QZ — Інші комп'ютерні злочини
- QR — Незаконне копіювання                                                            •  QFT - телефонне шахрайство
- QS — Комп'ютерний саботаж                                                            •  QFF-  комп'ютерна підробка ( та інші)

За конвенцією Ради Європи по боротьбі з кіберзлочинністю, яка була ратифікована Верховною Радою України виділено чотири основних типи кіберзлочинів:
1. Злочини проти конфіденційності, цілісності та доступності комп'ютерних даних і систем.
2. Шахрайство та підробка, що пов'язані з використанням комп'ютерів.
3. Злочини пов'язані з розміщенням у мережах протиправної інформації.
4. Злочини щодо авторських і суміжних прав.

## Україна

### Кримінальний кодекс
До інформаційних злочинів (кіберзлочинів) можна віднести злочини, скоєні за статтями Кримінального кодексу України, що входять до Розділу 16 «Злочини у сфері використання електронно-обчислювальних машин (комп'ютерів), систем та комп'ютерних мереж і мереж електрозв'язку».
- Ст. 361 — Несанкціоноване втручання в роботу електронно-обчислювальних машин (комп'ютерів), автоматизованих систем, комп'ютерних мереж чи мереж електрозв'язку.
- Ст. 361-1 — Передбачає покарання  за створення та розповсюдження вірусів, в незалежності від мети таких дій[5].
- Ст. 362 — Несанкціоновані дії з інформацією, яка оброблюється в електронно-обчислювальних машинах (комп'ютерах), автоматизованих системах, комп'ютерних мережах або зберігається на носіях такої інформації, вчинені особою, яка має право доступу до неї.
- Ст. 361-2  — Передбачає санкції  за зловживання правом доступу до інформації. У разі якщо працівник компанії використовуючи свої службові обов’язки надав доступ до бази даних клієнтів своєї компанії стороннім особам чи компаніям-конкурентам[5].

##### Законодавче регулювання[6]
- У березні  2016 року уряд прийняв Стратегію кібербезпеки України, яка має на меті створення національної системи кібербезпеки;
- У червні 2016 року Президент України підписав Указ про створення Національного координаційного центру кібербезпеки.
- У вересні 2016 року Верховна Рада у першому читанні прийняла закон про основні засади забезпечення кібербезпеки України.

### Стан кіберзлочинності
Можна констатувати, що в Україні в повному обсязі присутні всі ключові «класичні» кіберзлочини (шахрайство, здирництво, несанкціонований доступ до персональної інформації користувачів та автоматизованих баз даних, поширення порнографії, продаж зброї чи наркотиків, тощо) і щороку їх кількість зростає.
Розглядаючи динаміку кількості карних справ, порушених Службою безпеки України за фактами виявлених кіберзлочинів, можна чітко прослідкувати їх істотне збільшення: від 39 справ у 2005 році до 158 у 2011 році. За результатами розгляду кримінальних справ у судових засіданнях за вказаний час винесено 20 судових вироків, з них у другому півріччі 2012 року — 14, у першому півріччі 2013 року — 6.
Ще наочнішими є дані МВС України. Стрімко зростає кількість шахрайств, здійснюваних за допомогою високих інформаційних технологій — лише за 6 місяців 2013 року їх було виявлено 986, у той час як за весь 2012 рік — 1663. Зростає кількість злочинів, пов'язаних з незаконними діями з документами на переказ, платіжними картками та іншими засобами доступу до банківських рахунків, обладнанням для їх виготовлення: за весь 2012 рік виявлено 21 і стільки ж — за півроку 2013 року.
Загалом можна констатувати, що кількість виявлених злочинів демонструє виразну тенденцію до зростання абсолютно за всіма основними статтями КК України, що стосуються злочинів, здійснюваних із використанням високих інформаційних технологій. 
У структурі злочинів переважають різноманітні випадки шахрайств, основною жертвою яких є банківсько-фінансовий сектор та його клієнти. Так, у 2013 році кіберзлочинці намагалися привласнити з банківських рахунків 87 млн грн, «вдалими» стали шахрайства на 10 млн грн. В Україні спостерігаються доволі високі показники розкриття кіберзлочинів у банківській сфері — до 80 % вкрадених коштів повертається господарям. Але при оцінюванні рівня розкриття фінансових кіберзлочинів варто зважати на високий рівень їх латентності — банківським установам переважно вигідніше приховати факт зламу інформаційної системи, ніж заявляти про це у правоохоронні органи.
Таким чином можна констатувати, що далеко не завжди держава реально обізнана з масштабами кіберзлочинності. І ця проблема наявна не лише в Україні, а й у всіх державах, де кіберзлочинність набирає обертів. Більшість інцидентів залишаються незафіксованими або не публікуються в офіційних звітах державиних органів.
Зростають масштаби як традиційного кардингу, так і складніших кіберзлочинів. Крім того, й досі значними за обсягами та збитками залишаються такі злочини, як поширення порнографії, порушення авторських прав. За останні 5 років кількість кіберзлочинів в Україні зросла вдвічі, однією з причин цього є збільшення кількості та кваліфікації фахівців, що здатні фіксувати такі випадки, як в державному так і в громадському секторі.

## Міжнародне співробітництво
Злочини у сфері інформаційних технологій дуже часто є міжнародними, тобто злочинці діють в одній державі, а їх жертви знаходяться в іншій державі. Тому для боротьби з такими злочинами особливе значення має міжнародне співробітництво.
Конвенцію Ради Європи про злочинність у сфері комп'ютерної інформації ETS № 185 було підписано 23 листопада 2001 року в Будапешті .Вона відкрита для підписання як державами - членами Ради Європи, так і тими державами, які  не є її членами,  але які брали участь в її розробці. Зокрема, її підписали США і Японія. Україна є країною підписантом цієї конвенції.
Також, Економічна і Соціальна Рада ООН прийняла Резолюції «Міжнародне співробітництво у справі щодо попередження і розслідування шахрайства, злочинного неправомірного використання і фальсифікації особистих даних і пов’язаних з ними злочинів, а також переслідування та покарання за них»  від 26 липня 2007 року.
Основною проблемою затвердження і ратифікації цих документів є проблеми узгодження форм і глибини співпраці, складнощі визначення єдиного  поняття кіберзлочинів, а також відповідальності за них.
У 2006 р. була заснована Міжнародна організація по боротьбі з кібертероризмом "ІМПАКТ" (вона об’єднала навколо себе представників державного  і комерційного сектора для протидії і пошуку методів ефективного протистояння кібертероризму).